# Villa Nazaret
La Villa Nazaret es un museo al aire libre en la localidad de Nazaret, al norte de Israel, que reconstruye y recrea la vida del pueblo en la Galilea de la época de Jesús.

## Historia
La Villa Nazaret fue fundada en 2000 por el Hospital Nazaret. El pueblo cuenta con casas, cultivos en terrazas, vino y almazaras todos construidos para parecerse a las que habrían estado en una aldea de Galilea en el siglo I. Actores musulmanes y cristianos se visten con trajes de época y muestran a los visitantes cómo se realizaba el trabajo agrícola, doméstico y artesanal hace dos mil años.